# 本德峰
46°29′32.8″N 7°37′13.2″E / 46.492444°N 7.620333°E

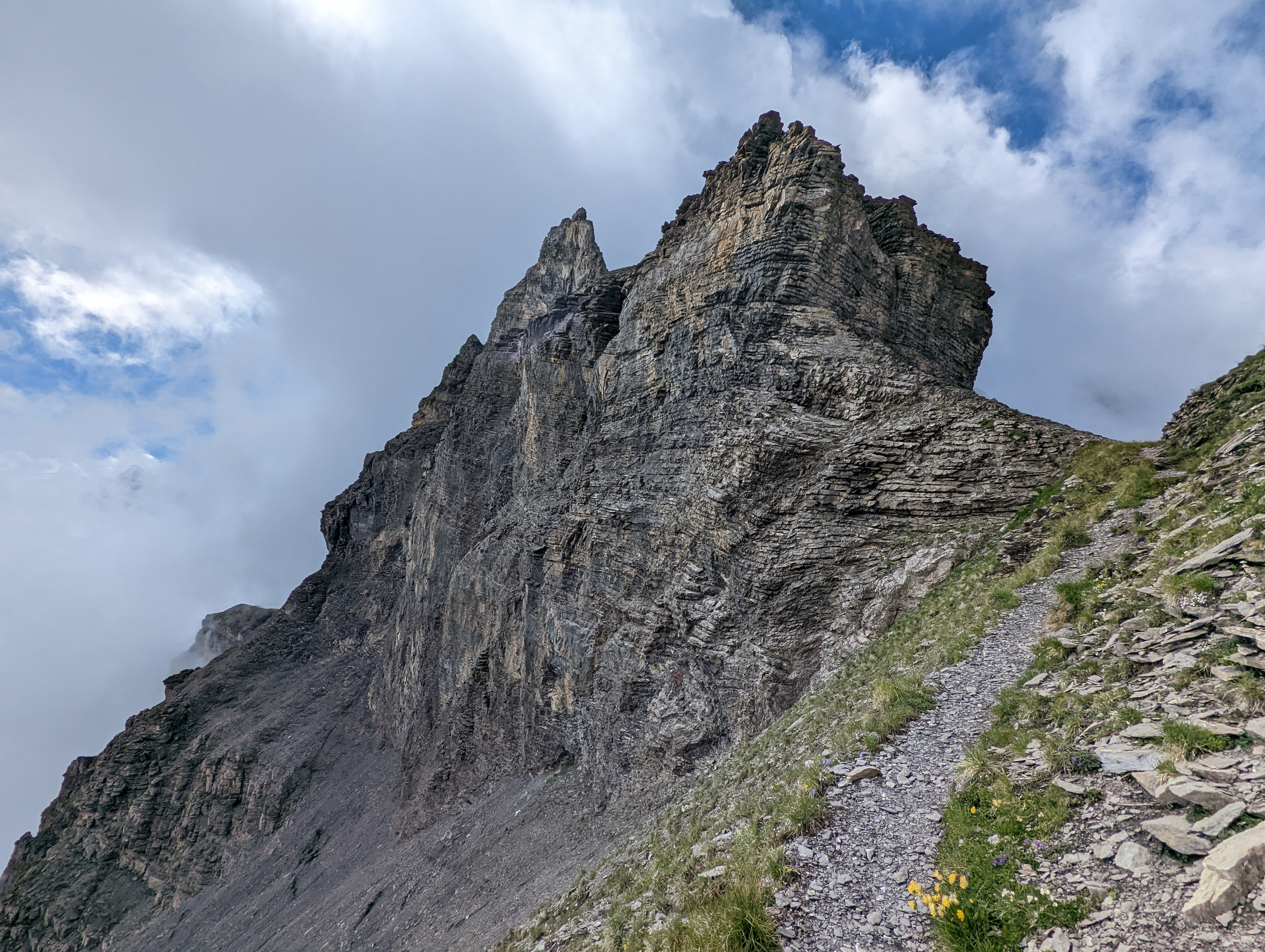
本德峰

本德峰（德語：Bunderspitz）是瑞士伯恩州的山峰，位於該國南部，屬於伯尔尼山的一部分，海拔高度2,546米，每年平均降雨量1,585毫米。

## 外部連結
- Bunderspitz on Hikr （页面存档备份，存于）